# La gran final
La gran final (Brasil: A Grande Final ) é um filme de comédia de 2006, coproduzido pela Espanha e pela Alemanha e dirigido por Gerardo Olivares.